# ربه‌کا جانسون
ربه‌کا جانسون (انگلیسی: Rebekah Johnson؛ زادهٔ ۳ سپتامبر ۱۹۷۶) یک هنرپیشه، ترانه‌سرا و خواننده اهل ایالات متحده آمریکا است.
از فیلم‌ها یا مجموعه‌های تلویزیونی که وی در آن‌ها نقش داشته است می‌توان به آخرالزمان (۲۰۰۳) و بهتر از این نمی‌شه (۱۹۹۷) اشاره نمود.